# خيال غربي

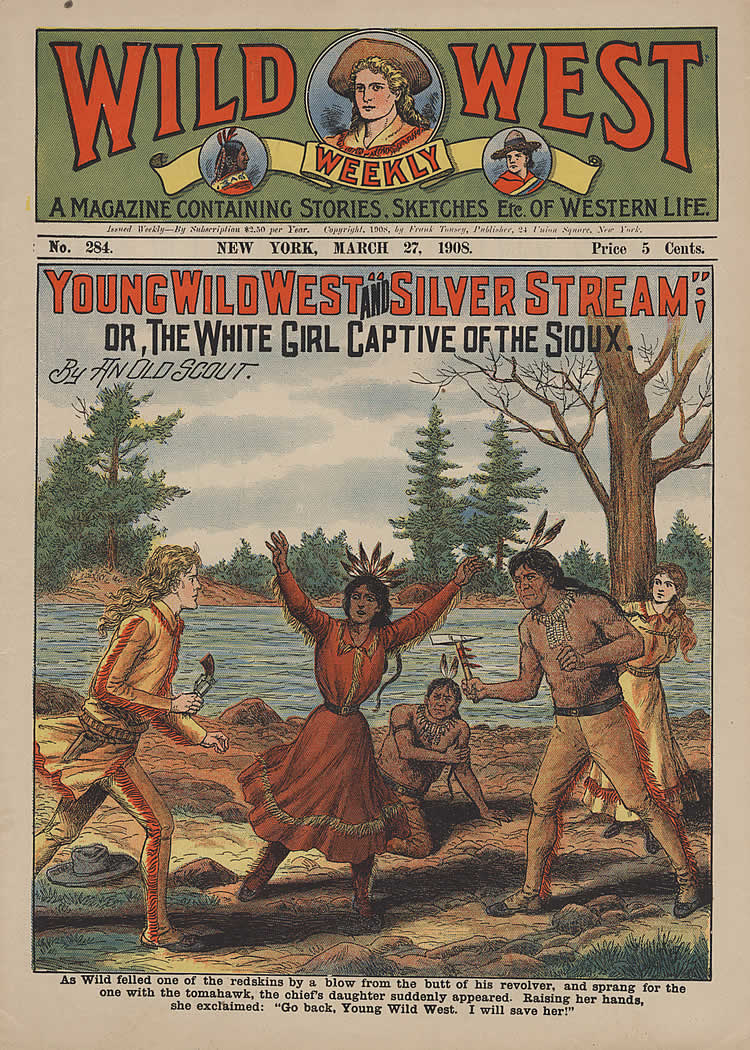
رواية برية الغرب المتوحش التي صدرت لأول مرة عام 1908

رواية الخيال الغربي هي نوع من الأدب الذي تكون أحداثه محصورة في نطاق ولايات الغرب الأمريكية، وعادة ما ينتمي زمن الرواية إلى حقبة ما بين أواخر القرن الثامن عشر وحتى أواخر القرن التاسع عشر. بلغت شهرة هذا النوع من الأدب ذروتها في أوائل ستينيات القرن العشرين، والسبب في ذلك يعود إلى حد كبير إلى الشهرة التي حققتها الأعمال التليفزيونية عن الغرب الأمريكي في تلك الفترة مثل مسلسل بونانزا. كان الكاتبان الأمريكيان زين جراي ولويس لامور من أوائل من كتبوا رواية الخيال الغربي في بدايات ومنتصف القرن العشرين. بيد أن عدد القراء هذا النوع من الأدب أخذ يتناقص منذ منتصف سبعينيات القرن العشرين وحتى أواخر سبعينيات القرن العشرين، إلى أن وصل إلى أدنى مستوى اته بحلول العقد الأول من القرن الحادي والعشرين، وأصبحت المكتبات الواقعة خارج ناطاق ولايات الغرب الأمريكية تبيع عدداً ضئيلاً من روايات الخيال الغربي.

## التاريخ

### ما قبل عام 1850
كانت بدايات ظهور قصص الغرب في الأدب الأمريكي مع قصص التخوم الأمريكية أو الغرب الأمريكي القديم في مطلع القرن التاسع عشر، ولعل أشهر الروايات التي انتمت لهذا النوع كانت روايات جيمس فينيمور كوبر الخمس التي عُرفت باسم حكايات مخازن الجلود، ورواية البراري التي صدرت عام 1824، والتي تضمنت أحداثاً تقع في نطاق التخوم الأمريكية في منطقة جبال الأبلاش والولايات الواقعة غرب نهر المسيسيبي.

### ما بين عاميّ 1850 - 1900
أصبحت رواية الخيال الغربي نوعًا خاصاً قائماً بذاته من الأدب وله كتابه المتخصصين مع انتشار سلسلة روايات بيني دريدفول وروايات الدايم زهيدة الثمن. وتعدّ رواية مالايسكا زوجة الصياد الأبيض الهندية التي نُشرت في يونيو من عام ١٨٦٠ هي أول رواية منشورة من روايات الدايم ذات العشرة سنتات.
كانت هذه الكتب زهيدة الثمن ناجحة إلى حد كبير واستفادت من القصص الشعبية العديدة التي رويت حول رجال الجبال، والخارجين عن القانون، والمستوطنين ورجال القانون الذين كانوا يسيطرون على التخوم الغربية. كانت العديد من تلك الروايات هي قصص خيالية تستند إلى أشخاص حقيقيين، مثل بيلي ذا كيد، وبافالو بيل، ووايات إيرب الذي كان ما يزال على قيد الحياة في ذلك الوقت، ووايلد بيل هيكوك، وجيسي جيمس.

### ما بين بدايات وثلاثينيات القرن العشرين
ساعد ظهور مجلات اللب رخيصة الثمن مع بدايات القرن العشرين على انتشار قصص مغامرات الغرب الأمريكي بين الأمريكيين الشرقيين. وبدأ مؤلفون غير أمريكيين، مثل الروائي الألماني كارل ماي يكتبون هذا النوع من الأدب ممّا ساعد على انتشاره ونجاحه إلى حد كبير في القارة الأوروبية بدءاً من عام 1880 فصاعدًا، على الرغم من أن النقاد الأدبيين المعاصرين لتلك الحقبة قد وصفوا مثل تلك الكتابات بالتفاهة.
ازدادت شعبية روايات الخيال الغربي مع صدور رواية فرجينيا للكاتب الأمريكي أوين ويستر في عام 1902، ورواية ممتطو الحصان الأرجواني للكاتب الأمريكي زين جراي في عام 1912، ثم ظهور أولى قصص سلسلة هوبالونغ كاسيدي لكلارنس مولفورد التي صدرت في عام 1904 على هيئة روايات دايم ذات عشرة سنتات كما نُشرت على صفحات مجلات اللب.
استفادت روايات الخيال الغربي من تصاعد شعبية مجلات اللب في عشرينيات القرن العشرين، والتيي تخصص بعضها في قصص مغامرات الغرب مثل مجلة قصة راعي البقر، ومجلة الغرب، ومحلة رومانس رانش، ومجلة النجم الغربي، ومجلة القصة الغربية، وكان من أشهر كتابها آنذاك ماكس براند الذي برع في كتابة القصة الغربية القصيرة. تزامن هذا مع انتشار أفلام الغرب الأمريكية مما ساعد أيضاً على تصاعد شعبية هذا النوع من الأدب.

### في أربعينيات وخمسينيات وستينيات القرن العشرين
ظهرت العديد من الروابات التي تنتمي إلى أدب الخيال الغربي في أربعينيات القرن العشرين مثل رواية حادثة قوس الثور التي صدرت عام 1940 للكاتب الأمريكي والتر فان تيلبورج كلارك، وروايتي السماء الكبيرة الصادرة في عام 1947، والطريق إلى الغرب الصادرة في عام 1949 للكاتب أ. ب. حوثري الابن، ورواية شين الصادرة في عام 1949 لجاك شايفر. وفي خمسينيات القرن العشرين ذاع صيت العديد من الكتاب الغربيين مثل راي هوجان، ولويس لامور، ولوك شورت ما بين القراء. بلغت شهرة أدب الخيال الغربي أوجها في مطلع ستينيات القرن العشري، والسبب في ذلك يعود إلى حد كبير إلى ظهور عدد كبير من الغربيين في الأعمال التليفزيونية على شاشات التلفزيون. وبحلول أواخر ستينيات القرن العشرين كان اهتمام الجمهور الأمريكي بظهور الغربيين على شاشات التليفزيون قد بدأ ينحسر مما كان له تأثير على الأدب أيضًا، وبدأ الاهتمام بالأدب الغربي يتضاءل.

### قصص الغرب المصورة
ساعدت مجلات اللب وأفلام وروايات الغرب الأمريكي الغربية على نشأة ذلك النوع من القصص المصورة التي تعتمد على مغامرات الغرب الأمريكي، والتي كانت شائعة جدًا خاصة في الفترة ما بين أواخر أربعينيات القرن العشرين، وحتى عام 1967، ثم بدأ يصدر من القصص المصورة عدة طبعات. كان هذا واضحاً بشكل خاص في قصص مارفل المصورة بدءاً من عام 1948 وحتى عام 1967، عندما توقفت الشركة عن إيجاد أفكار قصص جديدة تضيفها إلى سلسلة كتبها الشهيرة كيد كولت الخارج عن القانون فاتجهت إلى إعادة طبع قصص السلسلة ذاتها، والتي نُشرت ما بين عامي 1949 و1979. كان من أبرز إصدارات مارفل كومكس الأخرى من سلاسل قصص الخيال الغربي المصورة، والتي استمرت لسنوات، سلسلة قصص طفل جلد الخنزير في الفترة ما بين عاميّ 1955-1957 وما بين عامي 1960-1979، وسلسلة الولد ذو المسدسين في الفترة ما بين عامي 1948-1962، وسلسلة الغربي المتوحش في الفترة ما بين عاميّ 1948-1957.
حذت مجلة دي سي كومكس للقصص المصورة حذو مارفل كومكس ونشرت سلسلة طويلة بعنوان كل النجوم غربيون، والتي استمر إصدارها بدءاً من عام 1951 وحتى عام 1961، وسلسلة قصص غربية مصورة، والتي استمر إصدارها بدءاً من عام 1948 وحتى عام 1961، كما أصدرت شركة تشارلتون كومكس للقصص المصورة سلسلة بيلي ذا كيد والتي استمر إصدارها بدءاً من عام 1957 وحتى عام 1983، وسلسلة شيان كيد، والتي استمر إصدارها بدءاً من عام 1957 وحتى عام 1973. واصدرت كذلك مجلة إنتربرايزس ماجازين سلسلة قصص مصورة بعنوان السهم المنطلق بدءاً من عام 1950 وحتى عام 1956، وسلسلة برايز كومكس بدءاً من عام 1948 وحتى عام 1956.
نشرت مجلة فاوست كومكس للقصص المصورة عددًا من إصدارات قصص الخيال الغربي المصورة من أشهرها سلسلة هوبالونج كاسيدي التي استمر إصدارها بدءاً من عام 1948 وحتى عام 1953، إلى جانب مجموعة من القصص الأخرى كان أبطالها من الممثلين الذين اشتهروا بأدوارهم في أفلام الغرب الأمريكي مثل توم ميكس في سلسلة القصص المصورة توم ميكس الغربي التي استمر إصدارها بدءاً من عام 1948 وحتى عام 1953، وغابي هايس في سلسلة غابي هايس التي استمر إصدارها بدءاً من عام 1948 وحتى عام 1953. كما نشرت مجلة ديل كومكس للقصص المصورة سلسلة قصص روي روجرز المصورة التي استمر إصدارها بدءاً من عام 1948 حتى عام 1961، ونشرت مجلة ماجازين إنتربرايز سلسلة قصص مصورة كان بطلها الممثل تشارلز ستاريت بعنوان دورانجو كيد، والتي استمر إصدراها بدءاً من عام 1949 وحتى عام 1955. كذلك استمر نشر سلسلة قصص الخيال الغربي القصيرة المصورة الشهيرة ريد رايدر على صفحات مئات الصحف الأمريكية بدءاً من عام 1938 وحتى عام 1964.

### في سبعينيات وثمانينيات القرن العشرين
بدأت أعمال لويس لامور تنال اهتمام معظم قراء أدب الخيال الغربي في سبعينيات القرن العشرين، وكان يقترب من أن يحظى بشعبية كاسحة وسط كتاب هذا النوع. احتفظ جورج جي جيلمان أيضًا بشهرة واسعة في هذا المضمار لعدة سنوات خلال عقدي السبعينيات والثمانينيات من القرن العشرين إلى جانب أعمال كتاب آخرين مثل لاري ماكمورتري وكورماك مكارثي التي ظلت تتمتع بملحوظية كبيرة، وخاصة روايتي كورماك مكارثي الصادرتين في عام 1985، والتان اعتبرهما النقاد من روائع الأدب الغربي، وهما رواية حمامة وحيدة ورواية خط الدم.
صُنّف الكاتب الأمريكي إلمر كيلتون الذي اشتهر بروايتيه الأولاد الكبار الطيبون، وحينما لم تكن تمطر كأفضل كاتب أدب غربي على مر العصور. وفي أوائل سبعينيات القرن العشرين، كتبت الروائية الأمريكية المولودة في ولاية إنديانا مارلين دورهام روايتين غربيتين شهيرتين بعنوان الرجل الذي أحب رقص القط، والعم الهولندي.
بدأ عدد قراء أدب الخيال الغربي يتراجع بدءًا من منتصف سبعينيات القرن العشرين وحتى أواخر عقد السبعينيات. وكان النمط الجديد الذي عُرف بقصص الخيال الغربي المخصصة للبالغين هو الاستثناء الوحيد من هذا التراجع، وهي تلك الرواية الغربية التي تتضمن الجنس ضمن أحداثها.

### في تسعينيات القرن العشرين وبدايات القرن الحادي والعشرين
أخذت أعداد قراء روايات الخيال الغربي في التناقص مجدّداً في العقد الأول من القرن الحادي والعشرين، وصارت معظم المكتبات الواقعة خارج نطاق ولايات غرب أمريكا لا تتيح سوى عددًا ضئيلًا من كتب الخيال الغربية، ومع ذلك استمر صدور العديد من سلاسل الروايات الغربية بشكل شهريّ، مثل سلسلة رجل الممرات، وسلسلة سلوكم، وسلسلة الذراع الطويلة، وسلسلة صانع السلاح والتي تنتمي جميعها إلى نوعيّة روايات الخيال الغربي للبالغين التي شهدت عملية إعادة إحياء لها، كما شهد عام 2008 صدور مجلة قصص غربية قصيرة بالكامل هي مجلة أدب الغرب الكبير والتي نشرتها شركة دراي ريفر للنشر التي يقع مقرها في ولاية كولورادو الأمريكية إلا إن المجلة لم تدم طويلاً وتوقف صدورها بعد عددين فقط.

## المنظمات
تضم منظمة كتاب الأدب الغربي الأمريكيون مؤلفي أدب الخيال الغربي في أنحاء الولايات المتحدة الأمريكية، وتقدم جوائز سبير السنوية وجائزة أوين ويستر لإنجازات العمر. تأسست المنظمة عام 1953 بهدف الترويج لأدب الغرب الأمريكي. كان معظم الأعضاء المؤسسين لهذه المنظمة من كتاب أدب الخيال الغربي، ثم بدأت المنظمة في ضم عدد من الأعضاء الآخرين من خلفيات أخرى مثل المؤرخين وهواة التاريخ الإقليميين وكتاب الأنواع الأخرى من الأدب.
تأسست جمعية كتاب أدب الخيال الغربي في عام 2010 من مجموعة كتاب محترفين تخصصوا في هذا النوع من الأدب بهدف تشجيع أدب الخيال الغربي والترويج له، وهي المنظمة الوحيدة التي تكوّنت بالكامل من الكتاب والمؤلفين المحترفين الذين كتبوا الرواية الغربية، كما تتيح ضم بعض المعجبين بهذا النوع من الأدب كأعضاء مستفيدين. كما تمنح مسابقة صانعي السلام السنويّة التي تنظمها جمعية كتاب أدب الخيال الغربي جوائزاً في العديد من فئات الأدب الغربي.